# Mario Firmenich
Mario Eduardo Firmenich (Buenos Aires, 24 gennaio 1948) è un guerrigliero argentino.
È stato uno dei comandanti del gruppo guerrigliero Montoneros ed una delle figure più significativa della guerriglia argentina degli anni Settanta. 
È stato accusato di molti omicidi e rapimenti compiuti dai Montoneros, come il rapimento dei fratelli Born, proprietari della multinazionale Bunge & Born, e l'uccisione dell'ex presidente Pedro Eugenio Aramburu. Ha confessato l'omicidio di Aramburu insieme alla sua compagna Norma Arrostito.

## Biografia
Nato a Buenos Aires da una famiglia di origini tedesche, ha frequentato il Colegio Nacional de Buenos Aires. Nel 1964, in quanto militante della gioventù cattolica, conobbe il sacerdote Carlos Mugica, le cui idee terzomondiste lo porteranno Firmenich ad orientarsi verso un pensiero politico di sinistra. Nel 1970, insieme ad altri ragazzi conosciuti negli ambienti politici dell'università, fondò l'organizzazione guerrigliera peronista Montoneros. Lo stesso anno fu a capo dell'operazione che portò al sequestro e all'omicidio dell'ex dittatore Aramburu.
Dal 1971 fino agli anni ottanta Firmenich rimase saldamente nella direzione di Montoneros rappresentando ala più militarista del gruppo. Fu arrestato per la prima volta nel febbraio 1974 per le sue azioni con i Montoneros, ma fu presto rilasciato a causa di alcuni cavilli legali. Il 6 settembre dello stesso anno, pochi mesi dopo la morte di Juan Domingo Perón e l'omicidio dell'ex ministro Arturo Mor Roig, Firmenich e l'intera organizzazione di Montoneros passarono alla clandestinità. Durante il Processo di Riorganizzazione Nazionale ha vissuto in esilio in Italia, Cuba e in Messico.
Con il ritorno della democrazia in Argentina nel 1984 sotto il presidente Raúl Alfonsín, fu catturato in Brasile ed estradato in Argentina. Dopo il suo rilascio, ha studiato economia all'Università di Buenos Aires e nel 1996 si è laureato con lode, ma a causa della sua figura controversa i compagni di classe e un organo politico studentesco (Franja Morada) hanno presentato una petizione per il ritiro della lode. Nel 1987 è stato condannato a trent'anni di reclusione insieme ai suoi ex compagni Fernando Vaca Narvaja e Roberto Perdía per omicidio e sequestro di persona, ma è stato graziato dal presidente Carlos Menem il 29 dicembre 1990. Dal 1999 vive in Spagna, dove è professore di Storia e ricercatore presso l'Università di Barcellona (dove ha conseguito la laurea) e l'Università Rovira i Virgili di Tarragona.